# Pingshan (Benxi)
Der Stadtbezirk Pingshan (chinesisch 平山区, Pinyin Píngshān Qū) ist ein Stadtbezirk in der  bezirksfreien Stadt Benxi in der nordostchinesischen Provinz Liaoning. Er hat eine Fläche von 178,8 km² und zählt 226.059 Einwohner (Stand: Zensus 2020). Er ist das Zentrum von Benxi.

## Administrative Gliederung
Auf Gemeindeebene setzt sich der Stadtbezirk aus neun Straßenvierteln zusammen. Diese sind:
- Straßenviertel Nandi 南地街道
- Straßenviertel Gongren 工人街道
- Straßenviertel Pingshan 平山街道
- Straßenviertel Dongming 东明街道
- Straßenviertel Cuidong 崔东街道
- Straßenviertel Zhanqian 站前街道
- Straßenviertel Qianjin 千金街道
- Straßenviertel Beitai 北台街道
- Straßenviertel Qiaotou 桥头街道